# Paraploactis pulvinus
Paraploactis pulvinus är en fiskart som beskrevs av Poss och Eschmeyer, 1978. Paraploactis pulvinus ingår i släktet Paraploactis och familjen Aploactinidae. Inga underarter finns listade i Catalogue of Life.